# Ægte lavendel
Ægte Lavendel (Lavandula angustifolia) er en delvis stedsegrøn, halvbusk med oprette, senere opstigende grene. Vækstformen er tæt og lidt lyngagtig. Lavendel er en hyppigt brugt haveplante.

## Beskrivelse
Barken er først glat og grøn, senere grålig og til sidst grå og afskallende. Skuddene er oprette og firkantede. Bladene sidder modsat, og de er linjeformede med indrullet rand. Begge sider er grågrønne. Blomsterne er gråviolette til violblå, og de sidder i oprette aks på enden af de nye skud. Frøene modner af og til hos os, sådan at planten kan etablere sig ved selvsåning.
Rodnettet er kraftigt og når langt ned. Planten bryder svagt og langsomt fra gammelt ved.
Højde x bredde og årlig tilvækst: 0,6 x 0,6 m (25 x 25 cm/år); i hårde vintre fryser busken stærkt tilbage!.

## Hjemsted
I Sydeuropa gror lavendel vildt på tørre, grusede jorde i de tætte krat, der kaldes "maki" eller "garrigue". Her optræder den sammen med eksempelvis:
- Jordbærtræ
- Karryplante
- Myrte
- Merian
- Vinter-sar
- Have-timian

## Anvendelse
Den hvide eller blålilla lavendel er en populær prydplante i mange haver. Planten indeholder karakteristiske, velduftende æteriske olier og bruges i madlavning. Den typiske lavendelduft findes i blade, skud og blomster. I krydderiblandingen Herbes de Provence indgår tit lavendel, men blomsterne kan også bruges direkte i salater. Herudover bruges planten i potpourri, cremer og parfume.
Lavendel er populær blandt insekter som lille kålsommerfugl, grønåret kålsommerfugl og honningbier.
- Selvsået plante på leret sydhæld.
- Forskellen på to forskellige kloner.
- Total blomstring.